# صبارين
صبارين إحدى قرى فلسطين المهجرة بعد حرب 1948.تاريخ الاحتلال الصهيوني 12/ايار/1948 على بُعد 28 كم جنوب حيفا.

## الجغرافيا
هي أكبر قرى حيفا، وتبعد عنها حوالي 28 كم إلى الجنوب الشرقي، وترتفع 100م عن سطح البحر؛ القرية مُحاطة بسفوح الربع الجنوبي الشرقي لجبل الكرمل، ويمر بجنوبها أحد روافد وادي الغدران -ويسمي في هذا المقطع وادي السنديانة وهو أحد روافد وادي الزرقاء- الذي يفصلها عن أُم الشوف، كما يمر وادي المزرعة من شمال القرية.
```
أقرب قرية إليها 
السنديانة
 من جنوبها الغربي 
وأم الشوف
 من جنوبها الشرقي. سميت بهذا الاسم لانتشار شجر الصبّار الشوكي فيها الذي يعطي ثمرا حلوا.
[
4
]
```

تقغ القرية على طرفي وادي التين الذي يعبر القرية من الشمال إلى الجنوب وكانت هناك طرق فرعية تربط بينها وبين جنين وبينها وبين حيفا وكذلك طريق يربطها بطريق الساحل بين حيفا وجنين، كان الصيليبيون يدعونها صُبّاريم، وهي تقع على منحدر وكانت بيوتها مبنية من الحجارة والطين وكان بها بئر مبنية ويقال أنها رأس قناة قيصرية.

## صبارين في ثورة 1936-1939
كانت صبارين مركزا للثورة في منطقة الروحة وجبال الكرمل وكان قائد الفيصل في صبارين إبراهيم الخوجة الذي يتبع لصبري الحمد عصفور ويوسف أبو درة.

## تطهير القرية عرقيًا
دخلت العصابات الصهيونية القربة من الجهة الجنوبية، وقتلوا كل من لم يستطع الهرب، أما من لم يستطع منهم فعل ذلك من العجزة والمرضى وكبار السن فقد جمعتهم العصابات الصهيونية في متبن (مكان لوضع الشعير) كان تابعًا لسليم عبد القادر وهناك حرقوا عليهم المتبن.
وكذلك أقاموا محبسا أي مكانا للحبس وحبسوا به كل النساء والأطفال، الذين تجاوز عددهم المئة شخص، لأيام ثم هجّروهم لأم الشوف ومن أم الشوف إلى أم الفحم لضمان عدم عودتهم للقرية. ووقع في القرية 80 شهيدًا.

| العملية العسكرية التي نفذت ضد البلدة | التنظيف الساحلي                          |
| سبب النزوح                           | نتيجة إعتداء مباشر من القوات الصهيونية   |
| مدى التدمير                          | دمرت بالكامل، أنقاض البيوت لاتزال موجودة |
| أعمال إرهابية                        | تم إرتكاب مذبحة ضد سكان البلدة           |
| التطهير العرقي                       | لقد تم تطهير البلدة عرقياً بالكامل        |

## معلومات حول القرية
| الخلفية العرقية | ملكية الارض/دونم |
| فلسطيني         | 19,840           |
| تسربت للصهاينة  | 4,209            |
| مشاع            | 1,258            |
| المجموع         | 25,307           |

| نوعية المساحة المستخدمة  | فلسطيني (دونم) | يهودي (دونم) |
| مزروعة بالبساتين المروية | 45             | 109          |
| مزروعة بالزيتون          | 5              | 0            |
| مزروعة بالحبوب           | 12,773         | 4,100        |
| مبنية                    | 179            | 0            |
| صالح للزراعة             | 12,818         | 4,209        |
| بور                      | 8,101          | 0            |

| السنة                        | نسمة   |
| في القرن 19                  | 600    |
| 1922                         | 845    |
| 1931                         | 1,108  |
| 1945                         | 1,700  |
| 1948                         | 1,972  |
| تقدير لتعداد الاجئين في 1998 | 12,110 |

| السنة | عدد البيوت |
| 1931  | 256        |
| 1948  | 455        |

## معرض صور

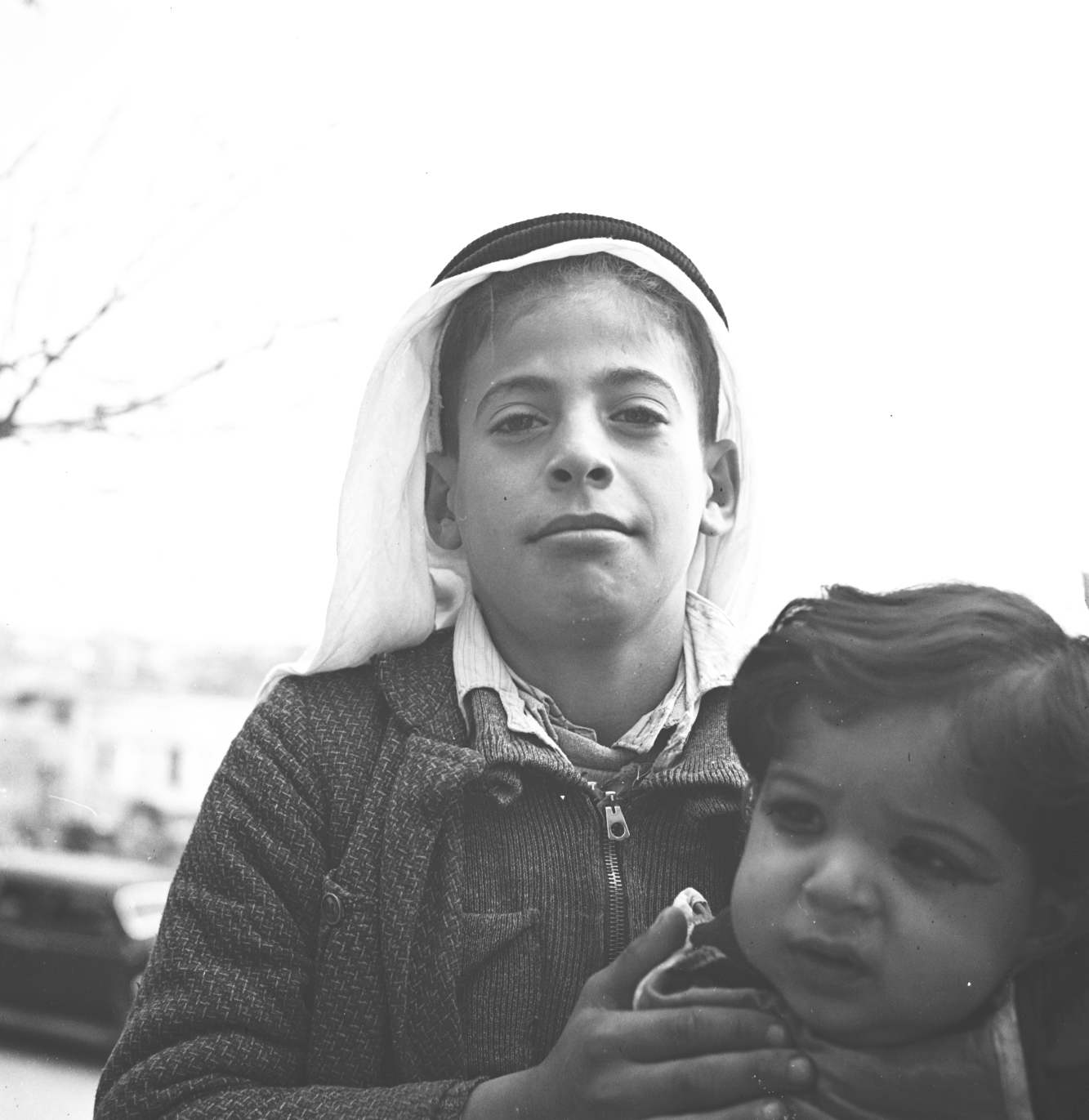
أطفال من قرية صبارين المهجرة
عين ماء قرية صبارين المهجرة عام 1948

## وصلات خارجية
- موقع فلسطين في الذاكرة